# Острозуб (планина)
Острозуб је планина у Србији, огранак Чемерника, према Власотинцу, кога поједини географи третирају као посебну планину. 
Највиши врх Острозуба је Острозупска чука - 1.546 m. Испод њега је истоимено село Острозуб, које припада црнотравској општини. На изворишту Острозупске реке, десне притоке Рупске реке (Козарачка река) је заштићена зона ловорвишње "Зеленичје", односно природни резерват ретке и специфичне реликтне заједнице букве и ловорвишње (Prunus laurocerasus), односно зеленичја, како га у народу зову.
Поред ове, на Острозубу су присутне ретке биљне врсте: расцепкани месечинац (Botrichium multifidum Gmel Rup.), врста папрати, ребрача (Blechnum spicant L. Roth), такође врста папрати, пречица (Lycopodium clavatum L.) и, (према Флори СР Србије IV, pp. 254), росуља (Drosera rotundifolia L.), чије постојање неки научници у најновије време нису могли да потврде.
Са друге стране Острозупске чуке су плочасте заравни Чобанац и Поље, на 1.400 m, које су раскрсница путева што су некада водили из Власотинца преко Горње Лопушње, Бистрице и Бистричких Механа за Чемерник и Власину, односно за Црну Траву и Рупље. Као и Чемерник, и Острозуб је обрастао боровницом, богат пашњацима, буковом шумом и здравом водом. 
О Илиндану, 2. августа, на Чобанцу се одржава велики народни вашар.

## Галерија
- Село Острозуб на планини Острозуб.